# Matthew Stevens (rugby à XV)
Pour les articles homonymes, voir Matthew Stevens et Stevens.

a Compétitions nationales et continentales officielles uniquement.

b Matchs officiels uniquement.
Dernière mise à jour le 24 février 2019.
Matthew John Hamilton Stevens (dit Matt), né le 1er octobre 1982 à Durban (Afrique du Sud), est un joueur international anglais de rugby à XV évoluant au poste de pilier.

## Carrière

### En club
Le 26 février 2009, Stevens est suspendu pour deux années après avoir été testé positif à la cocaïne après le match de coupe d'Europe contre Glasgow en décembre 2008. Il reconnait par la suite la prise de stupéfiant et décide de ne pas faire appel de la décision de suspension.

### En équipe nationale
Il a honoré sa première cape internationale en équipe d'Angleterre le 12 juin 2004 contre l'équipe de Nouvelle-Zélande.

## Statistiques en équipe nationale
- 44 sélections
- Sélections par année : 2 en 2004, 5 en 2005, 3 en 2006, 11 en 2007, 11 en 2008, 7 en 2011 et 5 en 2012
- Tournois des Six Nations disputés : 2005, 2006, 2008 et 2012

En coupe du monde :
- 2007 : vice-champion du monde, 7 sélections (États-Unis, Afrique du Sud, Samoa, Tonga, Australie, France, Afrique du Sud)
- 2011 : quart de finale, 4 sélections (Argentine, Géorgie, Écosse et France)

## Palmarès

### En club
- Bath Rugby
  - Finaliste du Challenge européen en 2003 et 2007
  - Finaliste du Championnat d'Angleterre en 2004
  - Finaliste de la Coupe d'Angleterre en 2005
  - Vainqueur du Challenge européen en 2008
- Saracens
  - Vainqueur du Championnat d'Angleterre en 2011

### En équipe nationale
- Angleterre
  - Finaliste de la Coupe du monde en 2007